# Sergej Pavlovič Kostyčev
Sergej Pavlovič Kostyčev (San Pietroburgo, 1877 – Alušta, 1931) è stato un botanico russo, tra i massimi esperti nello studio dei batteri azotofissatori, su cui pubblicò numerose e pregevoli ricerche.